# Списък на условните обозначения на НАТО за подводници с управляеми ракети
- Атомни подводници въоръжени с крилати ракети. (руски език|рус. Подводная лодка атомная ракетная крилатие – ПЛАРК)
  - "ПЛ клас "Oscar I"" (клас „Архангелск“)
  - "ПЛ клас "Oscar II"" (клас „Краснодар“)
  - "ПЛ клас "Yankee-Sidecar"" (клас „Ленинец“)
  - "ПЛ клас "Yankee-Notch""
  - "ПЛ клас "Charlie II""
  - "ПЛ клас "Charlie I""
  - "ПЛ клас "Echo I"" (клас K.45)
  - "ПЛ клас "Papa""

- Дизел-електрически подводници въоръжени с крилати ракети. (руски език|рус. Подводная лодка атомная ракетная крилатие – ПЛРК)
  - "ПЛ клас "Whiskey Longbin""
  - "ПЛ клас "Juliet""
  - "ПЛ клас "Whiskey Twin""